# Michał Hieronim Radziwiłł
Michał Hieronim Radziwiłł herbu Trąby (ur. 10 października 1744, zm. 28 marca 1831 w Warszawie) – wojewoda wileński, książę Świętego Cesarstwa Rzymskiego, książę w Królestwie Kongresowym w 1820 roku, miecznik wielki litewski 1771-1775, kasztelan wileński 1775-1790, konsyliarz Rady Nieustającej w 1775 roku, marszałek Sejmu Rozbiorowego 1773-1775, targowiczanin, członek Komisji Edukacji Narodowej w latach 1783-1792, starosta bolemowski w 1789 roku, komandor maltański w Wielkim Przeoracie Katolickim w Rosji (w zakonie od 1797 roku).

## Życiorys
Syn chorego umysłowo Marcina Mikołaja Radziwiłła i Marty z Trembickich, zaniedbywany aż do ubezwłasnowolnienia ojca (co nastąpiło w 1748 r.). Jego bratem był wojewoda Józef Mikołaj Radziwiłł.
Otrzymał staranne wykształcenie. Ożenił się z Heleną Przezdziecką, znaną między innymi z powodu romansu z królem Stanisławem Augustem i z posłem rosyjskim Ottonem Magnusem von Stackelbergiem. Osiedli w Nieborowie.
Właściciel licznych dóbr, zasłynął jako dobry gospodarz. Za jego rządów stawy w położonych k. Ostrowa Wielkopolskiego dobrach przygodzickich stały się jednymi z najznaczniejszych w Polsce i w Europie (ich powierzchnia wynosiła wówczas ok. 700 ha, tj. była porównywalna z obecną). W Nieborowie zgromadził pokaźny zbiór dzieł sztuki, m.in. obrazy Paulusa Pottera, Nicolasa Poussina, Nicolasa Lancreta, Élisabeth Vigée-Lebrun. W 1766 po dziadku Janie Mikołaju Radziwille odziedziczył zamek w Zawadzie, który był ośrodkiem tzw. państwa dębickiego Radziwiłłów na przełomie XVIII/XIX w.
Poseł powiatu oszmiańskiego na sejm konwokacyjny 1764 roku. Był marszałkiem brześciańskim w konfederacji radomskiej. W załączniku do depeszy z 2 października 1767 roku do prezydenta Kolegium Spraw Zagranicznych Imperium Rosyjskiego Nikity Panina, poseł rosyjski Nikołaj Repnin określił go jako posła właściwego dla realizacji rosyjskich planów na sejmie 1767 roku, poseł powiatu brzeskolitewskiego  na sejm 1767 roku. 23 października 1767 wszedł w skład delegacji Sejmu, wyłonionej pod naciskiem posła rosyjskiego Nikołaja Repnina, powołanej w celu określenia ustroju Rzeczypospolitej. Z inicjatywy swojego patrona, rosyjskiego posła nadzwyczajnego i ministra pełnomocnego Ottona von Stackelberga, pomógł w kwietniu 1773 zawiązać konfederację na potrzeby Sejmu Rozbiorowego w Warszawie, zostając jej marszałkiem dla Wielkiego Księstwa Litewskiego. Jako poseł brzeskolitewski wszedł w skład delegacji wyłonionej pod naciskiem dyplomatów trzech państw rozbiorczych, mającej przeprowadzić rozbiór.
18 września 1773 roku podpisał traktaty cesji przez Rzeczpospolitą Obojga Narodów ziem zagarniętych przez Rosję, Prusy i Austrię w I rozbiorze Polski. Członek konfederacji Andrzeja Mokronowskiego w 1776 roku. Członek Departamentu Wojskowego Rady Nieustającej w 1783 roku.
Składał podpisy na dokumentach sankcjonujących rozbiory w 1793 na ostatnim sejmie rozbiorowym. Został członkiem Komisji Rozdawniczej Litewskiej, ustanowionej dla likwidacji majątku skasowanego w Rzeczypospolitej zakonu jezuitów. W latach 1773–1775 pobierał miesięcznie 1000 czerwonych złotych z kasy wspólnej trzech dworów rozbiorczych. Był członkiem konfederacji Sejmu Czteroletniego. Figurował na liście posłów i senatorów posła rosyjskiego Jakowa Bułhakowa w 1792 roku, która zawierała zestawienie osób, na które Rosjanie mogą liczyć przy rekonfederacji i obaleniu dzieła 3 maja. Na sejmie grodzieńskim w 1793 roku został mianowany przez króla Stanisława Augusta Poniatowskiego członkiem deputacji do traktowania z posłem rosyjskim Jakobem Sieversem. 22 lipca 1793 roku podpisał traktat cesji przez Rzeczpospolitą ziem zagarniętych przez Rosję w II rozbiorze Polski. 
Sejm grodzieński (1793) nominował go do Rady Nieustającej i Komisji Edukacji Narodowej.
W 1773 został kawalerem Orderu Świętego Stanisława.
Za pieniądze, które otrzymał od Rosji za złożenie podpisów pod aktami rozbiorowymi, kupił pałac w Nieborowie wraz z otaczającymi go gruntami w roku 1774. Julian Ursyn Niemcewicz napisał o Michale, że był to w ostatnim sposobie samolub, zły obywatel, nieuczynny. W roku 1816 zakupił także pałac „Królikarnia”.
W 1812 roku przystąpił do Konfederacji Generalnej Królestwa Polskiego.
Miał pięciu synów, w tym Antoniego Henryka Radziwiłła, Ludwika Mikołaja Radziwiłła i Michała Gedeona Radziwiłła, oraz trzy córki.
Zmarł w Warszawie w wieku 87 lat. Pochowano go w Nieborowie. Był najprawdopodobniej ostatnim żyjącym senatorem świeckim Rzeczypospolitej Obojga Narodów.
Odznaczony Orderem Orła Białego (1773), Orderem Świętego Stanisława (1773), pruskimi Orderem Czarnego Orła i Orderem Czerwonego Orła, bawarskim Orderem Świętego Huberta, kawaler maltański od 1797.